# Tempio di Artemide (Sardi)

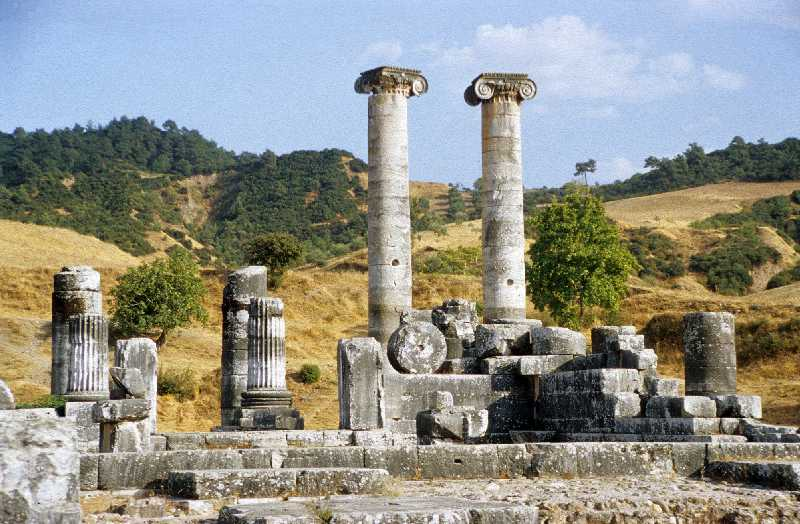
Resti del tempio di Artemide a Sardi, colonne della facciata est dall'interno del tempio

Il tempio di Artemide è un tempio ionico di origine ellenistica e poi romano della città di Sardi, antica capitale del regno di Lidia in Asia Minore.

## Storia

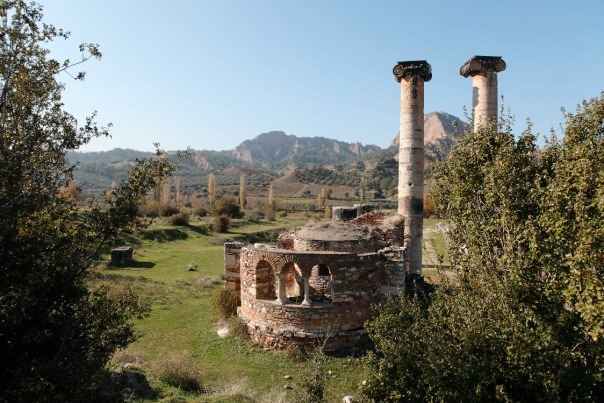
Vista della chiesa del IV secolo all'angolo sud-est del tempio

Alla fine del V secolo a.C. era stato eretto in onore di Artemide un altare monumentale in calcare, probabilmente citato da Senofonte come luogo in cui avvenne una delle riconciliazioni tra Ciro il giovane e Oronta.
Di fronte all'altare, dopo la conquista della città da parte di Alessandro Magno, intorno al 300 a.C. venne costruito il primo tempio, non completato nella peristasi.
Un primo ampliamento venne realizzato nel secondo quarto del II secolo a.C., con la realizzazione di una facciata di tipo prostilo esastilo (a sei colonne) sul lato orientale.
La terza fase, nella seconda metà del II secolo d.C. fu legata alla dedicazione del tempio anche a Faustina maggiore, moglie dell'imperatore Antonino Pio, divinizzata dopo la sua morte nel 141. Vennero erette le colonne della facciata est e dei lati lunghi di un tempio pseudodiptero (con peristasi a una sola fila di colonne, ma della stessa ampiezza di uno schema diptero).
Nel IV secolo venne eretta all'angolo sud-est del tempio una piccola chiesa.

## Descrizione

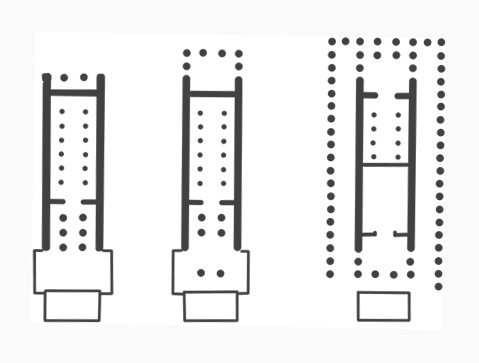
Schema planimetrico delle tre fasi del tempio

### Altare di Artemide
L'altare originario, tuttora conservato, era di dimensioni monumentali (21 x 11 m) e realizzato in calcare locale.

### Prima fase
Nella prima fase del 300 a.C. circa, il tempio aveva la facciata principale sul lato ovest ed era dotato di una cella a tre navate, preceduta da un pronao con due file di tre colonne tra le ante e con un opistodomo a due colonne sul retro. L'edificio aveva una pianta particolarmente allungata (23 x 67,52 m) ed era forse previsto con pianta a schema diptero. 
A differenza del'Artemision di Efeso e del  Didymaion presso Mileto, da cui il modello era stato ripreso, la cella si presentava coperta e non scoperta. 

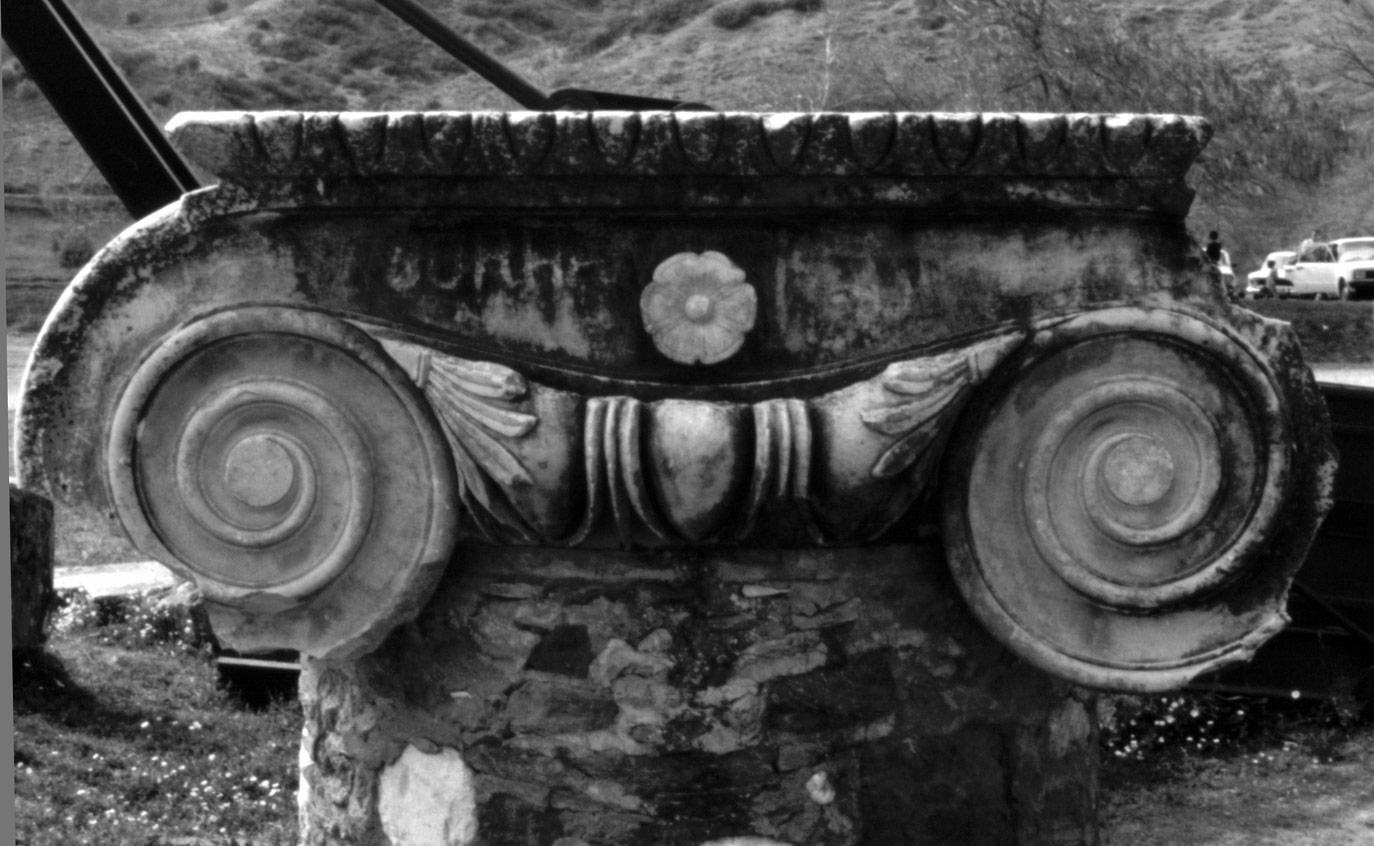
Capitello ionico del tempio pertinente alla prima fase

Si conservano due delle colonne, pertinenti all'originario opistodomo, ora spostate al centro della seconda fila di colonne sul lato est: i fusti avevano un diametro pari ad un decimo della loro altezza complessiva (15,56 m), una proporzione ripresa dal tempio di Atena a Priene, dell'architetto Pytheos. Le colonne avevano un alto basamento che forse era in origine destinato a ricevere dei bassorilievi, tuttavia non realizzati. Appartengono a questa fase un capitello ionico oggi conservato nel Metropolitan Museum di New York, mentre altri due giacciono nei resti del tempio.

### Seconda fase
Nella seconda fase, nel secondo quarto del II secolo a.C. fu progettato di dotare il tempio di una peristasi pseudodiptera (con una sola fila di colonne, ma lasciando lo spazio per una fila di colonne intermedia come nel tempio diptero), con facciata decastila (a dieci colonne). Vennero realizzate le fondazioni della facciata orientale e delle prime due colonne dei lati lunghi, ma il colonnato non venne mai eretto. 
Il progetto venne ridotto e si realizzò invece sullo stesso lato una facciata di tipo prostilo esastilo (a sei colonne), nella quale furono spostate le due colonne dell'opistodomo originario. Una simile facciata prostila venne probabilmente prevista anche sul lato ovest, dove tuttavia vennero solo spostate in avanti le due colonne più esterne delle file che si trovavano nel pronao originario.
Uno dei capitelli della facciata prostila venne in seguito utilizzato nella terza fase ed è stato datato al secondo quarto del II secolo a.C.. Come il capitello anche l'intercolunnio centrale della facciata non realizzata, più largo degli altri, mostra un influsso delle realizzazioni dell'architetto Ermogene, autore del tempio di Artemide Leucofriene di Magnesia al Meandro.

### Terza fase
Le colonne per le quali erano state realizzate le fondazioni nella seconda fase vennero erette nella terza, datata nella seconda metà del II secolo d.C.. A queste si aggiunsero tutte le colonne dei lati lunghi della peristasi e una colonna della facciata occidentale. Si conserva attualmente uno dei capitelli di queste nuove colonne, sulla facciata orientale.
Per accogliere il nuovo culto della diva Faustina, venne abolito l'antico pronao e lo spazio corrispondente in origine alla cella e al pronao venne diviso in due parti da un muro trasversale: nella cella occidentale venne inoltre realizzato il basamento per una nuova statua di culto.
La testa di una grande statua di Faustina maggiore è stata rinvenuta nella cella orientale.